# Salzburgarena
El Salzburgarena es una sala multiusos situada en el distrito de Liefering en la ciudad de Salzburgo, Austria. El recinto diseñado con una impresionante cúpula de madera fue inaugurado el 7 de diciembre de 2003 con un concierto de la Orquesta Filarmónica de Viena. Dependiendo de la configuración de sus asientos y tribunas alcanza una capacidad aproximada para 6.700 espectadores.
El lugar es apto para las más variadas actividades como sala de eventos, convenciones, ferias de muestras, conciertos y espectáculos. De igual manera para la práctica de eventos deportivos bajo techo. Cada año, unos 65 eventos tienen lugar en el Salzburgarena y atraen a más de 100.000 visitantes.

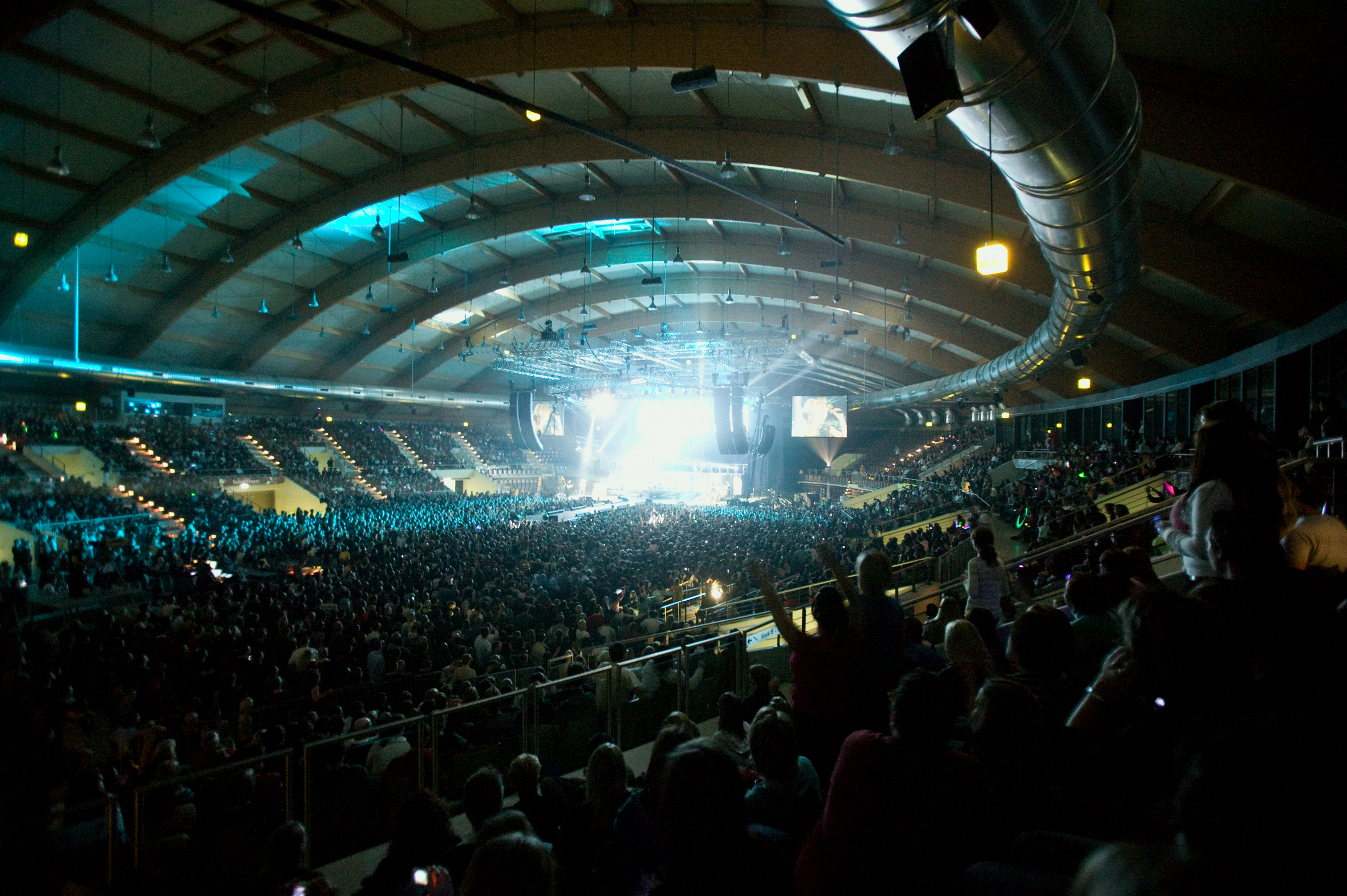